# Annalena Baerbock
Annalena Charlotte Alma Baerbock, född 15 december 1980 i Hannover i Niedersachsen, är en tysk politiker (Allians 90/De gröna). Mellan december 2021 och maj 2025 var hon Tysklands utrikesminister i regeringen Scholz. Hon var Tysklands första kvinnliga utrikesminister.
Från januari 2018 till februari 2022 var Baerbock, tillsammans med Robert Habeck, partiledare för Allians 90/De gröna. Hon var partiets officiella kandidat för posten som förbundskansler i Förbundsdagsvalet i Tyskland 2021.
Baerbock var som ung trampolingymnast på elitnivå och har sedan utbildat sig till statsvetare och jurist med inriktning på internationell rätt.